# Seu Cuca
Seu Cuca é uma banda carioca de surf music, formada em 2000 e liderada por James Lima (vocal, violão e guitarra), o único membro original ainda na formação. Hoje, a banda conta com a presença do guitarrista Felipe Bade, o baterista Bruno Bade e o baixista Tiago Medeiros. Com letras motivadoras e positivas, é uma das bandas mais ativas da cena independente brasileira, com sete álbuns e dois DVDs gravados.
A banda alcançou sucesso nacional em 2005, com o lançamento do álbum Daqui pra Frente e também com a música "Já Que Você Não Me Quer Mais", tema da décima-segunda temporada da série de televisão brasileira Malhação, da Rede Globo. Outras músicas da banda posteriormente fizeram parte da série, como "Indecisão", em 2007, "Impossível", em 2008, e a regravação de "Perdidos na Selva" (originalmente gravada pela banda Gang 90 e as Absurdettes), em 2010. Em 2003, a banda foi indicada ao Prêmio Multishow de Música Brasileira, na categoria Grupo Revelação.

## História
A banda iniciou suas atividades em 2000, no Rio de Janeiro, formada por James Lima (vocal, violão e guitarra), Pedro Sol (baixo) e Daniel BZ (bateria), inspirados no surf, rock e reggae. O nome da banda surgiu após uma piada do baixista Pedro Sol.
| “ | "Esse nome foi dado pelo baixista da banda, o Sol. Tinhamos um show marcado e a banda ainda não tinha nome. Aí o Sol chegou ao ensaio contando uma piada que tinha o nome Seu Cuca. Pedro Sol: Vocês sabem quem é Seu Cuca? Resposta: Seu Cuca é eu! A galera riu, ficou um clima agradável e descontraído no estúdio, e então resolvemos colocar esse nome Seu Cuca na banda pra simbolizar esse momento/clima de alto astral, alegria e descontração que tivemos naquele dia.'' | ” |

A banda lançou seu primeiro álbum em 2003, intitulado Onde Você Estiver. Neste álbum, está o primeiro sucesso da banda, a faixa-título "Onde Você Estiver", cujo videoclipe ficou por 60 semanas entre as mais pedidas do canal Multishow e rendeu à banda uma indicação na categoria Grupo Revelação, do Prêmio Multishow de Música Brasileira.
A banda tornou-se conhecida em todo o Brasil com seu segundo álbum, Daqui pra Frente, lançado em 2005, agora pela Som Livre e produzido por Chico Neves. Após seu lançamento, duas canções do álbum viraram temas de programa do canal SporTV. "Rolé", sendo tema do programa homônimo Rolé, e "Não Me Olhe Assim", incluída na coletânea SporTV Praia. Também é neste álbum que está o maior sucesso da carreira da banda, a música "Já Que Você Não Me Quer Mais", incluída na trilha sonora da 12ª temporada da série de televisão brasileira Malhação, da Rede Globo. No YouTube, seu videoclipe já teve quase 4 milhões de visualizações.
Em 12 de abril de 2008, a banda gravou o primeiro DVD da carreira no Pólo de Cine e Vídeo, agora com o selo Indie Records, e apresentou quatro músicas inéditas, "Sábado para Perdedores", "Volta", "Tudo em Paz", "Indecisão", além da versão de "Exagerado", sucesso de Cazuza. A canção "Não Há", gravada e lançada originalmente no primeiro álbum do grupo, foi escolhida como primeiro single do DVD.
Em 2011, a banda lança seu terceiro álbum de estúdio, Água-Viva, o último com o guitarrista Bruno Lima.
Em 2014, a banda lança seu quarto álbum de estúdio, #MenteAberta, o primeiro com o guitarrista Felipe Bade, e que foi financiado através de um crowdfunding no site Catarse, onde os financiadores receberam, além do CD, pacotes com conteúdos exclusivos da banda. Neste álbum, estão incluídas as músicas "Deixa Ser", com a participação de Armandinho, e "Sunny Times", com a participação da banda Iration. No mesmo ano, a banda participou do festival Planeta Atlântida.
Em 24 de maio de 2015, a banda gravou no Opinião, em Porto Alegre, seu segundo DVD ao vivo, em comemoração aos seus 15 anos de carreira, também financiado através de um crowdfunding no Catarse, onde os financiadores receberam, além do DVD, pacotes com conteúdos exclusivos da banda. O DVD contou novamente com a participação do cantor Armandinho nas faixas "Deixa Ser" e "Sol Loiro".
Finalizado em janeiro de 2010 e produzido por Paul Ralphes, o álbum Imaginário não foi lançado por decisão da banda, que resolveu buscar outras sonoridades. Esquecido por sete anos, a banda decidiu finalmente liberá-lo a pedido dos fãs.
Em 30 de agosto de 2024, a banda apresenta seu mais novo álbum de estúdio, Caminho para o Sol, contando com alguns singles que já foram lançados e mais 4 músicas inéditas.

## Integrantes

### Formação atual
- James Lima - voz, violão, guitarra
- Felipe Bade - guitarra
- Bruno Bade - bateria
- Tiago Medeiros - baixo

### Ex-integrantes
- Bruno Lima - guitarra
- Bruno Neves - percussão
- Pedro Sol - baixo
- Daniel BZ - bateria

## Discografia

#### Álbuns de estúdio
- (2003) Onde Você Estiver
- (2005) Daqui pra Frente
- (2010) Imaginário
- (2011) Água-Viva
- (2014) #MenteAberta
- (2024) Caminho para o Sol

#### Álbuns/DVDs ao vivo
- (2008) Ao Vivo
- (2015) 15 Anos - Ao Vivo

## Prêmios e indicações
| Ano  | Prêmio                                | Categoria         | Resultado | Ref.          |
| ---- | ------------------------------------- | ----------------- | --------- | ------------- |
| 2003 | Prêmio Multishow de Música Brasileira | Grupo Revelação   | Indicado  | [ 4 ]         |
| 2006 | Meus Prêmios Nick                     | Revelação Musical | Indicado  | [ 12 ] [ 13 ] |